# 20296 Shayestorm
A 20296 Shayestorm (ideiglenes jelöléssel 1998 FL76) a Naprendszer kisbolygóövében található aszteroida. A LINEAR projekt keretében fedezték fel 1998. március 24-én.